# Reni
Reni (Oekraïens: Рені) is een stad in de Oekraïense oblast Odessa, hemelsbreed ongeveer 320 km ten zuidwesten van de hoofdplaats Odessa en via de autoweg ongeveer 690 km ten zuidwesten van de hoofdstad Kiev. Reni ligt in de historische streek Boedzjak en aan de linkeroever van de Donau. De Roemeense stad  Galați ligt op ongeveer 20 kilometer afstand.

## Bevolking
Op 1 januari 2022 telde Reni naar schatting 17.736 inwoners. Het aantal inwoners vertoont sinds de val van het communisme in 1991 een dalende trend. In de Sovjetvolkstelling van 1989 had de stad nog 23.794 inwoners.
| 1897  | 1959   | 1970   | 1979   | 1989   | 2001   | 2014   | 2021   |
| ----- | ------ | ------ | ------ | ------ | ------ | ------ | ------ |
| 6.941 | 14.778 | 19.625 | 21.532 | 23.794 | 20.481 | 19.315 | 17.736 |

De meest gesproken taal in de stad is het Russisch. In 2001 sprak 70,5% van de bevolking het Russisch als eerste taal, terwijl 12,5% van de bevolking het Oekraïens als eerste taal sprak. Ook het Moldavisch had een groot aantal sprekers (13,3%), terwijl het Gagaoezisch (1,5%) en Bulgaars (1,4%) andere belangrijke minderheidstalen waren.